# Kemijski zakon
Kemijski zakoni so tisti naravni zakoni, ki se nanašajo na kemijo.
Najosnovnejši zakon je zakon o ohranitvi mase, ki pravi, da med običajno kemijsko reakcijo ne pride do zaznavne spremembe mase. Sodobna fizika je dokazala, da gre pravzaprav za ohranjanje energije, ker sta energija in masa med seboj tesno povezani. Ta povezava je pomembna predvsem v jedrski kemiji. Ohranitev energije je pripeljala do pomebnih pojmov kemijskega ravnotežja, termodinamike in kemijske kinetike.
Na podlagi zakona o ohranitvi mase so nastali še drugi kemijski zakoni. Eden od njih je zakon o stalnih razmerjih, ki ga je odkril francoski kemik Joseph Proust in pravi, da je v čistih spojinah masno razmerje med elementi vedno enako. Danes vemo, da je vedno enaka tudi razporeditev elementov, se pravi zgradba molekule.
Naslednji je Daltonov zakon o večkratnih razmerjih, ki pravi, da se elementi spajajo v razmerju majhnih celih števil. V vodi, na primer, je razmerje med atomi kisika in vodika enako 1:2. V mnogih sistemih, na primer v bioloških makromolekulah in mineralih, pravilo o majhnih številih ne velja, ker  so števila lahko zelo velika in se zato pogosto prikazujejo v obliki ulomkov. Takšne spojine se imenujejo nestehiometrične spojine.
Kasneje odkriti kemijski zakoni se nanašajo predvsem na povezave med energijo in kemijskimi spremembami:
- Kemijsko ravnotežje je stanje, v katerem se kemijske aktivnosti oziroma koncentracije reaktantov in produktov s časom ne spreminjajo. Takšno stanje nastopi, ko se hitrosti reakcije in povratne reakcije izenačita. V ravnotežju je torej zmes molekul reaktantov in produktov, katerih razmerje je odvisno od njihove notranje energije: nižja je njihova notranja energija, večji je njihov delež.
- Pretvorba iz ene strukture v drugo zahteva vnos energije, ki je potrebna za premaganje energetskega praga. Vir energije je lahko notranja energija samih molekul ali zunanja energija. Za vsako pretvorbo velja naslednje pravilo: višji je energetski prag, teže pride do pretvorbe. Minimalna energija, ki je potrebna za začetek procesa, je aktivacijska energija.
- Pri pretvorbi nastane hipotetični vmesni produkt ali prehodna struktura, ki ustreza strukturi na vrhu energetskega praga. Hammond-Lefflerjev postulat pravi, da je struktura vmesnega produkta bolj podobna tistemu udeležencu (reaktantu ali produktu), katerega notranja energija je bliže energiji energetskega praga. Stabiliziranje hipotetičnega vmesnega produkta je eden od načinov delovanja katalizatorjev.
- Zakon o mikroskopski reverzibilnosti pravi, da so vsi kemijski procesi reverzibilni, vendar so nekateri procesi energetsko usmerjeni tako, da so praktično ireverzibilni.